# Will Geer
Pour les articles homonymes, voir Geer.
Will Geer est un acteur américain, né le 9 mars 1902 à Frankfort (Indiana), et mort le 22 avril 1978 à Los Angeles (Californie).

## Biographie
Dans les années 1950, Will Geer fut une des victimes du maccarthysme, inscrit sur la Liste noire de Hollywood. 
Il fut marié à l'actrice Herta Ware de 1934 à 1954, et il est notamment le père de Ellen Geer.

## Filmographie
- 1932 : The Misleading Lady de Stuart Walker: McMahon
- 1934 : Mademoiselle Hicks (Spitfire) de John Cromwell : West Fry
- 1934 : Wild Gold de George Marshall : Joueur de poker
- 1935 : The Mystery of Edwin Drood de Stuart Walker : Villager
- 1939 : Pacific Express (Union Pacific) de Cecil B. DeMille : Foreman
- 1940 : The Fight for Life de Pare Lorentz
- 1948 : Deep Waters de Henry King : Nick Driver
- 1949 : L'Homme de main (Johnny Allegro) de Ted Tetzlaff : Schultzy
- 1949 : Le Démon de l'or (Lust for Gold) de S. Sylvan Simon : Deputy Ray Covin
- 1949 : Anna Lucasta d'Irving Rapper : Noah
- 1949 : L'Intrus (Intruder in the Dust) de Clarence Brown : Shériff Hampton
- 1950 : It's a Small World : William Musk
- 1950 : Sur le territoire des Comanches (Comanche territory) : Dan'l Seeger
- 1950 : Le Kid du Texas (The Kid from Texas) de Kurt Neumann : O'Fallon
- 1950 : Winchester '73 d'Anthony Mann : Wyatt Earp
- 1950 : La Flèche brisée (Broken Arrow) : Ben Slade, Rancher
- 1950 : La loi des bagnards (en) (Convicted) de Henry Levin : Mapes
- 1950 : Pour plaire à sa belle (To Please a Lady) : Jack Mackay
- 1951 : Double Crossbones : Tom Botts
- 1951 : La Nouvelle Aurore (Bright Victory) de Mark Robson : Mr. Nevins
- 1951 : Le Grand Attentat (The Tall Target) : Homer Crowley, Train Conductor
- 1951 : Les Pirates de la Floride (The Barefoot Mailman) : Dan Paget, Miami Mayor
- 1954 : Le Sel de la terre : Sheriff
- 1956 : Mobs, Inc. : Robinson
- 1962 : Tempête à Washington (Advise & Consent) : Senate Minority Leader Warren Strickland
- 1964 : Dans la peau d'un noir (en) (Black Like Me) de Carl Lerner : Truckdriver
- 1966 : L'Opération diabolique (Seconds) : Old Man
- 1967 : The Crucible (TV) : Giles
- 1967 : De sang-froid (In Cold Blood) de Richard Brooks : Prosecutor
- 1967 : La Folle Mission du docteur Schaeffer (The President's Analyst) de Theodore J. Flicker (en) : Dr. Lee-Evans
- 1968 : Bandolero ! : Pop Chaney
- 1968 : Certain Honorable Men (TV)
- 1968 : Of Mice and Men de Ted Kotcheff (téléfilm, d'après Des souris et des hommes de John Steinbeck) : Candy (TV)
- 1969 : Reivers (The Reivers) : Boss
- 1970 : La Fraternité ou la Mort (The Brotherhood of the Bell) (TV) : Mike Patterson
- 1970 : Entre Dieu et la femme (Pieces of Dreams) : The Bishop
- 1970 : La Guerre des Bootleggers (The Moonshine War) de Richard Quine : Mr. Baylor
- 1971 : Sam Hill: Who Killed Mr. Foster? (TV) : Simon Anderson
- 1971 : Brother John : Doc Thomas
- 1972 : Dear Dead Delilah : Roy Jurroe
- 1972 : The Scarecrow (TV) : Justice Gilead Merton
- 1972 : The Rowdyman : Stan
- 1972 : Napoléon et Samantha (Napoleon and Samantha) : Grandpa
- 1972 : Jeremiah Johnson : Bear Claw Chris Lapp
- 1972-1977 : La Famille des collines (The Waltons) ; série TV) : Zebulon Walton
- 1973 : Columbo : Le Spécialiste (A Stitch in Crime) (série TV) : Dr. Edmund Hidemann
- 1973 : La Dernière enquête (Brock's Last Case) (TV) : J. Smiley Krenshaw
- 1973 : Harry O: Such Dust As Dreams Are Made On : Len McNeil
- 1973 : Chantage à Washington (Savage) (TV) : Joel Ryker
- 1973 : The Gift of Terror (TV) : Ben
- 1973 : Isn't It Shocking? (TV) : Lemuel Lovell
- 1973 : Complot à Dallas (Executive Action) : Ferguson
- 1974 : The Hanged Man (TV) : Nameless aka Sean R. Tobin
- 1974 : Honky Tonk de Don Taylor (téléfilm) : Judge Cotton
- 1974 : Silence : Crazy Jack
- 1974 : Memory of Us : Motel Manager
- 1974 : Hurricane (TV) : Dr. McCutcheon
- 1975 : The Manchu Eagle Murder Caper Mystery (en) de Dean Hargrove : Dr. Simpson
- 1975 : La Nuit qui terrifia l'Amérique (The Night That Panicked America) (TV) : Reverend Davis
- 1976 : L'Oiseau bleu (The Blue Bird) : Grandfather
- 1976 : Law and Order (TV) : Pat Crowley
- 1976 : Les Flics aux trousses (Moving Violation) : Rockfield
- 1976 : The Sad and Lonely Sundays (TV) : Lucas Wembley
- 1977 : Bunco (TV)
- 1977 : The Billion Dollar Hobo : Choo Choo Trayne
- 1978 : Mafu Cage : Zom
- 1978 : A Woman Called Moses (TV) : Thomas Garrett